# Campagne de Chancellorsville
Batailles
Bataille de Chancellorsville - Seconde bataille de Fredericksburg - Bataille de Salem Church - Raid de Stoneman (1863).
La campagne de Chancellorsville est une série d'opérations militaires et de combats ayant eu lieu en Virginie, dans le Comté de Spotsylvania, à proximité de Chancellorsville (Virginie), sur le théâtre oriental de la guerre de Sécession, du 30 avril au 6 mai 1863.
Lors de cette campagne, l'Armée du Potomac commandée par le major-général Joseph Hooker affronte l'Armée de Virginie du Nord du général Robert Lee qui combat à un contre deux. Outre la bataille de Chancellorsville, deux combats (la seconde bataille de Fredericksburg et la bataille de Salem Church) eurent lieu à proximité de Fredericksburg. Un raid de cavalerie, conduit par Stoneman, faisait également partie du plan de campagne imaginé par Hooker.

## Contexte

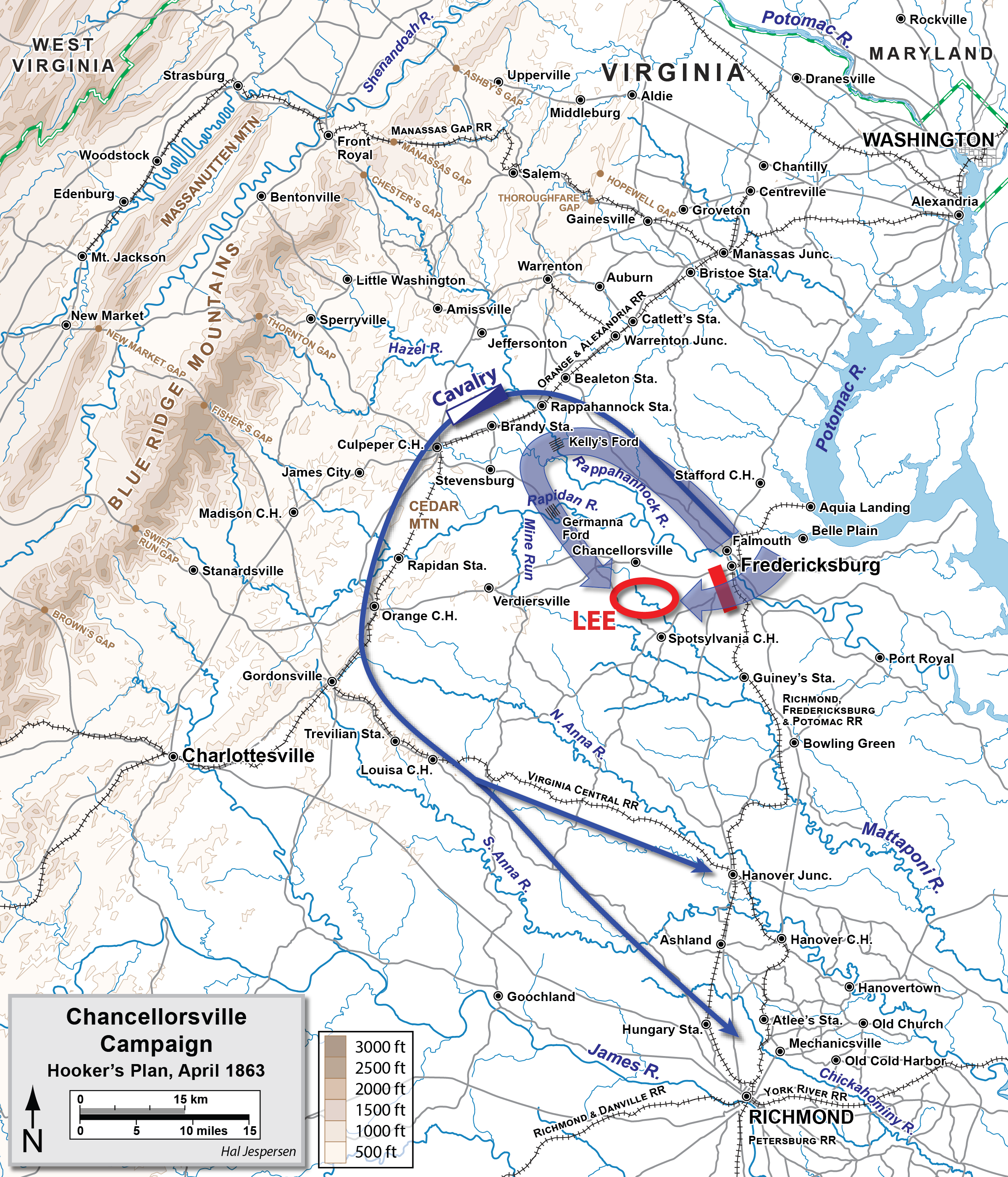
Plans de campagne de Hooker à Chancellorsville.
Confédérés
Union

Sur le théâtre oriental de la guerre de Sécession, l'Union avait eu pour objectif, dès le début du conflit, de faire tomber Richmond, la capitale confédérée, distante de Washington, D.C., d'à peine 200 km. Durant les deux premières années de la guerre, quatre tentatives avaient échoué.
La première, menée aux cris de « tous à Richmond ! », s'était terminée en déroute à la première bataille de Bull Run (Manassas I) en juillet 1861.
Au printemps 1862, la campagne amphibie menée dans la Péninsule de Virginie par le major-général George McClellan et son Armée du Potomac était arrivée à quelques kilomètres de Richmond, avant d'être mise en déroute par le général Robert Lee lors de la bataille de Sept Jours.
L'été suivant, à l'issue de la campagne de Virginie Septentrionale, l'Armée de Virginie du major-général John Pope avait été défaite à la Seconde bataille de Bull Run.
Enfin, en décembre 1862, le major-général Ambrose Burnside, tentant d'atteindre Richmond en faisant tomber Fredericksburg, y avait essuyé une terrible défaite.
Au milieu de cette série de désastres subis par les armées de l'Union, les Confédérés avaient même réussi, en septembre 1862, à envahir le territoire du Nord, lors de la campagne du Maryland où ils avaient cependant concédé une lourde défaite à la Antietam.

## Plans de campagne
Après la campagne de Fredericksburg durant laquelle ils avaient infligé une défaite cuisante aux troupes commandées par Ambrose Burnside, les Confédérés de Lee avaient établi leurs quartiers d'hiver entre Chancellorsville et Fredericksburg, sur la rive sud de la Rappahannock.
Face à eux, à Falmouth, Hooker, remplaçant Burnside tombé en disgrâce, avait eu le temps de remettre sur pied l'Armée du Potomac qu'il avait trouvée en très mauvais état. L'État-major s'était compromis dans les luttes qui avaient abouti à la chute de Burnside, certains de ses membres étaient accusés d'avoir contribué au désastre, la discipline, le moral et l'état sanitaire des troupes étaient au plus bas.
Hooker avait profité de la morte saison pour remanier son armée, réorganisant le commandement des corps et des divisions. Il avait fait de la cavalerie un corps séparé, confié au brigadier-général George Stoneman, mais avait dispersé les unités d'artillerie en les plaçant sous le contrôle des commandants des divisions d'infanterie
Au printemps 1863, Hooker était parvenu à restaurer le moral des troupes en améliorant les rations, l'hygiène des camps, le service sanitaire, les hôpitaux et les approvisionnements. Le système des permissions avait été amélioré, des ordres donnés pour lutter contre la désertion, améliorer l'exercice et renforcer la formation des officiers.
Enfin, Hooker avait réorganisé le renseignement militaire en créant le Bureau of Military Intelligence de l'Armée du Potomac. Alors que ses prédécesseurs avaient recueilli l'essentiel de leurs informations en interrogeant des prisonniers, des déserteurs, des esclaves en fuite et des réfugiés, le BMI intégra des informations venant des reconnaissances, des espions et des éclaireurs, mais également du corps des aérostats et du Signal Corps (Corps des transmissions).
Poussé par Lincoln et par son Cabinet, exaspérés par les échecs, Hooker a conçu un plan d'attaque qui, pour la première fois sur le théâtre de l'est, ne vise pas la prise de Richmond, mais la destruction de l'armée rebelle. Il espère tromper la vigilance de Lee en laissant une partie de son armée face à lui, et manœuvrer discrètement pour le prendre en tenailles : il projette d'envoyer trois corps d'armée franchir successivement la Rappahannock (à Kelly's Ford) et la Rapidan (à Germanna Ford et à Ely's Ford) et, renforcés par deux divisions passées par U.S. Ford, attaquer par l'ouest l'aile gauche confédérée ; dans le même temps, deux corps d'armée franchiraient la Rappahannock au sud de Fredericksburg pour attaquer les positions rebelles défendues par Stonewall Jackson ; enfin, la cavalerie de l'Union emmenée par le major-général George Stoneman, manœuvrant très au large et par l'ouest, lancera un raid sur les arrières des Confédérés pour couper les lignes de communications et de ravitaillement qui les relient à Richmond et faire sortir Lee de sa retraite.

## Forces en présence
La campagne de Chancellorsville fut un des affrontements les moins équilibrés de la guerre, l'Union ayant deux fois plus d'hommes à sa disposition que les Confédérés. L'armée de Hooker était mieux équipée et avait pu reprendre des forces après plusieurs mois d'inactivité. De leur côté, les troupes de Lee manquaient de ravitaillement et étaient dispersées aux quatre coins de l'État.

### Union
L'Armée du Potomac, commandée par le major-général Joseph Hooker, disposait de 133 868 hommes et de 413 canons organisés comme suit :
- Ier Corps, commandé par le major-général John F. Reynolds, avec les divisions des brigadiers-généraux James S. Wadsworth, John C. Robinson, et Abner Doubleday.
- IIe Corps, commandé par le major-général Darius N. Couch, avec les divisions des majors-généraux Winfield Scott Hancock et William H. French, et du brigadier-général John Gibbon.
- IIIe Corps commandé par le major-général Daniel Sickles, avec les divisions du brigadier-général David B. Birney, et des majors-généraux Hiram G. Berry et Amiel W. Whipple.
- Ve Corps, commandé par le major-général George G. Meade, avec les divisions des brigadiers-généraux Charles Griffin et Andrew A. Humphreys, et du major-général George Sykes.
- VIe  Corps, commandé par le major-général John Sedgwick, avec les divisions des brigadiers-généraux William T. H. Brooks et Albion P. Howe, du major-général John Newton, et du colonel Hiram Burnham.
- XIe  Corps, commandé par le major-général Oliver Otis Howard, avec les divisions des brigadiers-généraux Charles Devens et Adolph von Steinwehr et du major-général Carl Schurz.
- XIIe  Corps, commandé par le major-général Henry Warner Slocum, avec les divisions des brigadiers-généraux Alpheus S. Williams et John White Geary.
- Corps de cavalerie, commandé par le major-général George Stoneman, avec les divisions des brigadiers-généraux Alfred Pleasonton, William W. Averell, et David M. Gregg.

### Confédération
Avec son Armée de Virginie du Nord, le général Robert Lee disposait de  60 892 hommes et de 220 canons organisés comme suit :
- Ier Corps, commandé par le lieutenant-général James Longstreet. Longstreet et la plus grande partie de son corps d'armée (les divisions du major-général John Bell Hood et du major-général  George Pickett, avec deux bataillons d'artillerie) étaient à ce moment en service dans le sud-est de la Virginie. Les divisions présentes à Chancellorsville étaient celles des majors-généraux Lafayette McLaws et Richard Heron Anderson.
- IIe Corps, commandé par le lieutenant-général Thomas Jonathan Jackson, avec les divisions du major-général Ambrose Powell Hill, du brigadier-général Robert E. Rodes, du major-général Jubal Anderson Early, et du brigadier-général Raleigh E. Colston.
- Corps de cavalerie, commandé par le major-général James Ewell Brown Stuart (la cavalerie de Stuart n'avait que deux brigades à Chancellorsville, celles des brigadiers-généraux Fitzhugh Lee et William Henry Fitzhugh « Rooney » Lee. Les unités des brigadiers-généraux Wade Hampton et William E. "Grumble" Jones étaient momentanément détachées.)

## Campagne
La campagne débute le 27 avril quand trois corps de l'Armée de l'Union, commandés par Slocum, franchissent la Rappahannock et la Rapidan dans un mouvement tournant par l'ouest pour prendre Lee à revers. Le 30, ils se regroupent à Chancellorsville, rejoints par les deux divisions venues de U.S. Ford. Pendant ce temps, les pontons jetés sur la Rappahannock en aval de Fredericksburg ont permis aux deux corps d'armée commandés par le major-général John Sedgwick de commencer à passer sur la rive sud, et le raid de cavalerie mené par Stoneman, après un faux départ, s'est lancé vers l'ouest pour revenir, par un mouvement tournant, menacer les arrières confédérées et Richmond.
Le 1er mai, Hooker quitte Chancellorsville pour avancer sur Lee, qui, malgré son infériorité numérique, décide de scinder son armée pour lui faire face avec 4/5 de ses forces, laissant un effectif réduit protéger Fredericksburg de l'avancée de Sedgwick. Évaluant mal la situation, Hooker replie ses hommes sur une ligne défensive autour de Chancellorsville et cède l'initiative à Lee.
Le lendemain, celui-ci envoie le corps d'armée de Stonewall Jackson contourner les troupes de l'Union par le sud dans un mouvement tournant qui met en déroute le XIe Corps. C'est lors de cette action que Jackson est mortellement blessé par un tir venu de ses lignes alors qu'il effectue une reconnaissance,.
C'est le 3 mai que se déroulent les combats les plus acharnés. Lee lance des attaques répétées contre les positions de l'Union à Chancellorsville, au prix de pertes terribles des deux côtés.
Le même jour, lors de la Seconde bataille de Fredericksburg, les Fédéraux de Sedgwick battent le petit contingent confédéré qui défend encore Marye's Heights et poursuit son avancée vers l'ouest.
Repoussés par cette attaque, les Confédérés se replient jusqu'à Salem Church, où ils livrent, avec succès, un combat d'arrière-garde. Le 4 mai, ils parviennent à acculer les hommes de Sedgwick contre la Rappahannock à hauteur de Banks's Ford, les obligeant à repasser la rivière le 5 mai.
Le lendemain Hooker abandonne le terrain et le reste de son armée repasse la Rappahannock à U.S. Ford.

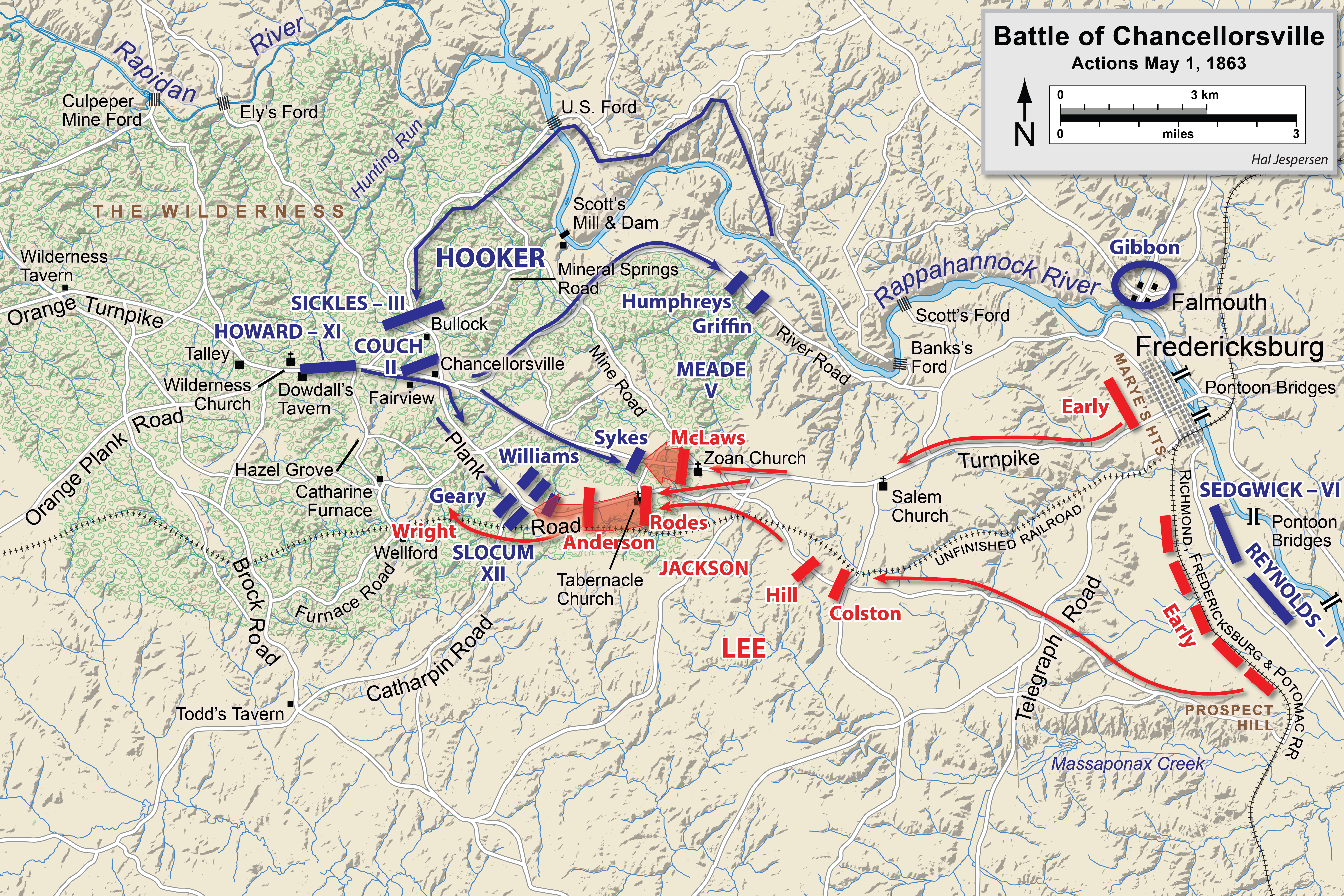
Chancellorsville, actions du 1er mai.
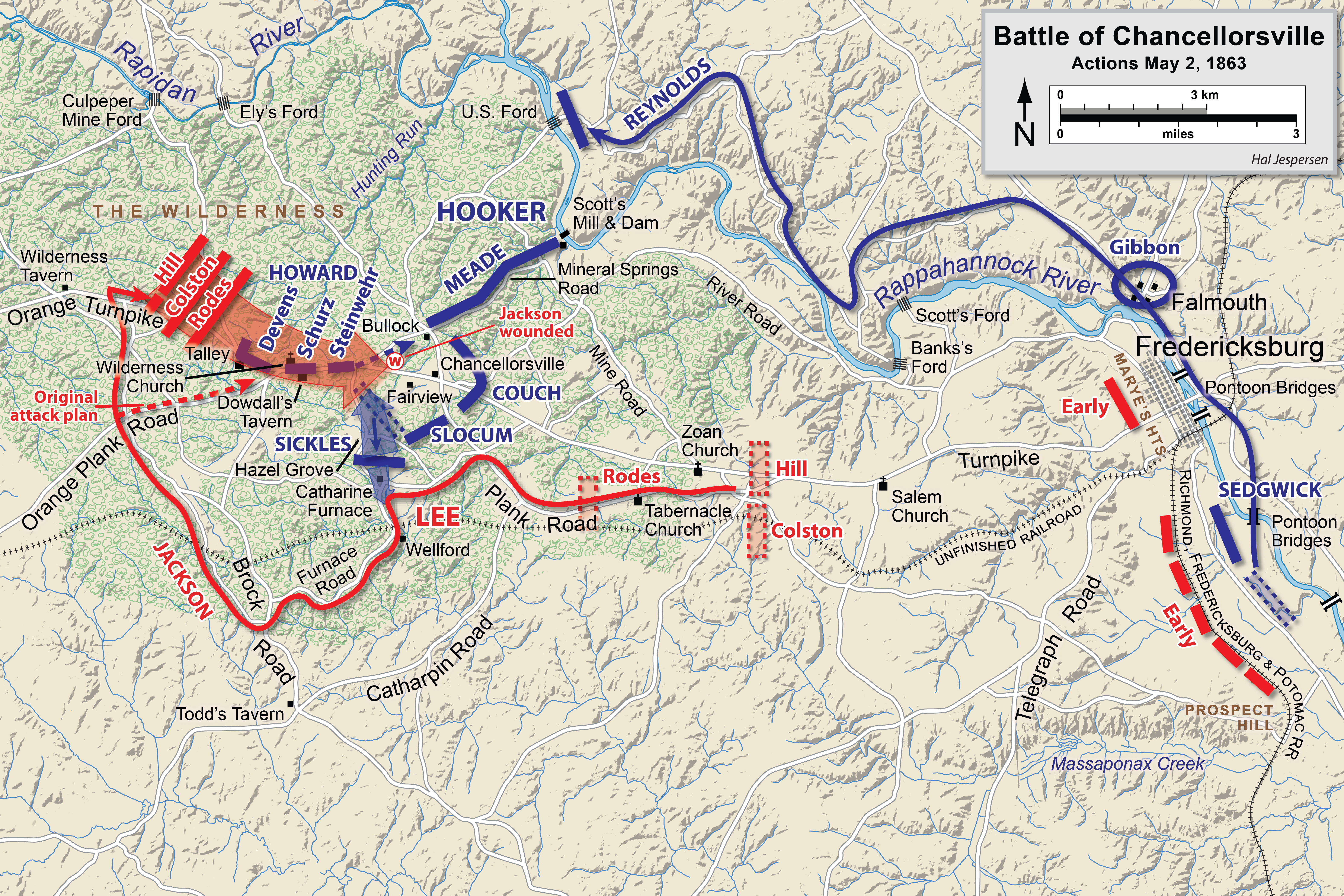
Chancellorsville, actions du 2 mai.
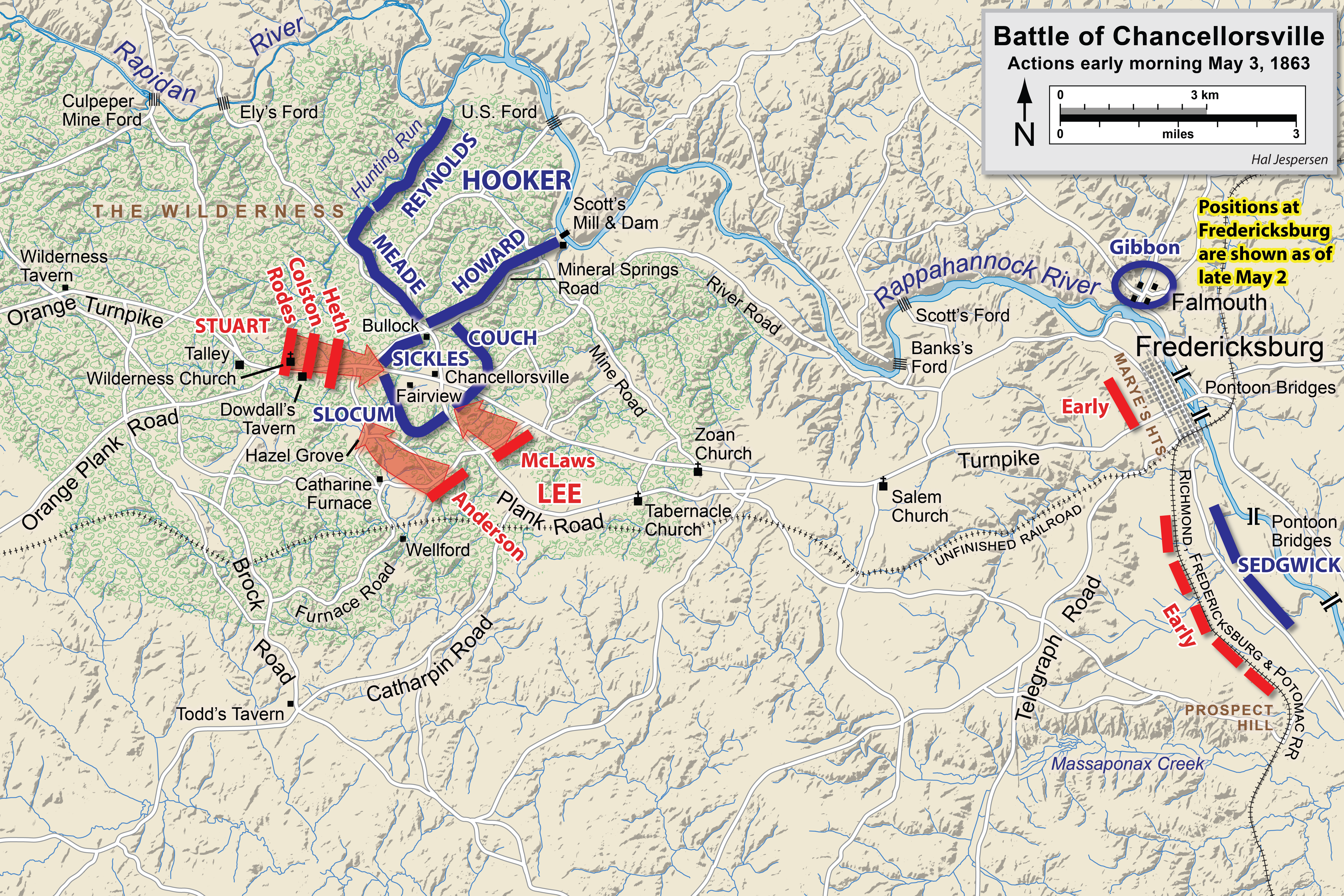
Chancellorsville, actions du 3 mai, de l'aube à 10 h.
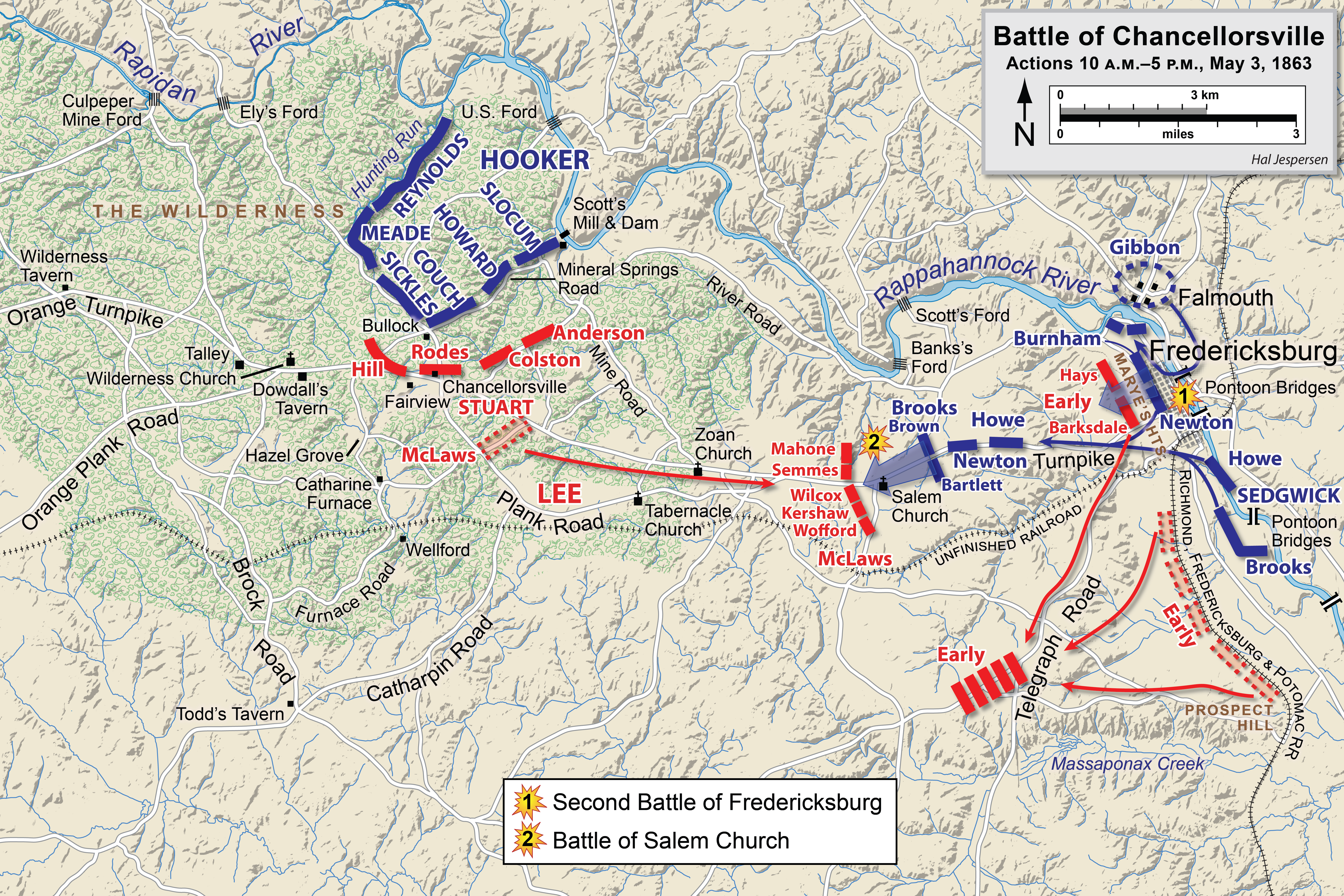
Chancellorsville, actions du 3 mai, 10 h. – 17 h. incluant la seconde bataille de Fredericksburg et la bataille de Salem Church.
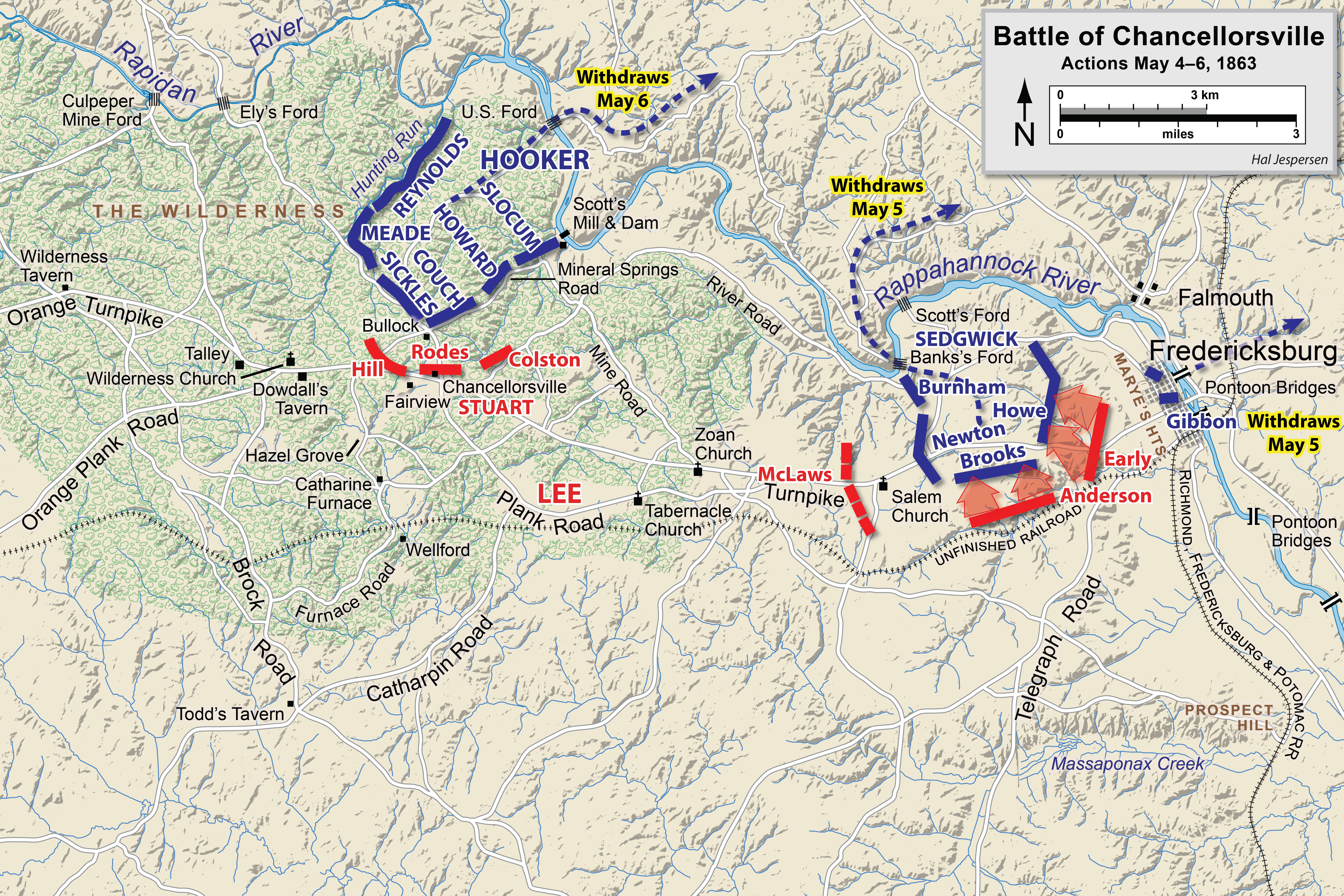
Chancellorsville, actions du 4 mai et retraits des 5 et 6 mai.

La campagne se termine le 7 mai, lorsque le raid de cavalerie de Stoneman, sans avoir atteint aucun des objectifs désignés par Hooker, rejoint les lignes de l'Union sur la York River, à l'est de Richmond.

### Pertes et conséquences
Se battant à un contre deux, Lee remporta à Chancellorsville sa plus grande victoire de la guerre (on l'appelle parfois Lee's perfect battle
(sa bataille parfaite), mais il dut pour cela payer un prix très élevé. Sur 60 000 hommes engagés dans la campagne, il en perdit 13 303 (1 655 tués, 9 081 blessés, 2 018 disparus), y laissant 22 % de ses effectifs, un sacrifice que la Confédération ne pouvait pas se permettre. Il avait également perdu Stonewall Jackson, son commandant le plus combattif, ainsi que le brigadier-général Elisha F. Paxton.
Sur 133 000 hommes engagés dans la campagne, l'Union en avait perdu 17 197 (1 606 tués, 9 672 blessés, 5 919 disparus), un pourcentage bien inférieur à celui de Lee. L'Union y avait également perdu trois généraux : les majors-généraux Hiram G. Berry et Amiel W. Whipple et le brigadier-général Edmund Kirby.
L'Union reçut la nouvelle de la défaite comme un véritable choc. En l'apprenant, le président Abraham Lincoln se serait écrié : « Mon Dieu ! Mon Dieu ! Que va dire le pays ? ». La campagne marqua la fin de la carrière de quelques généraux. Hooker démit Stoneman pour incompétence et passa des années à vitupérer contre ses adjoints. Après avoir décidé de maintenir Hooker dans ses fonctions, Lincoln dut s'en séparer au début de la campagne de Gettysburg. Les erreurs commises à Chancerllorsville marquèrent de nombreux officiers de l'Union qui avaient participé aux combats et inhibèrent leur comportement, parfois de manière décisive, dans la suite de la guerre
La joie de la population confédérée à l'annonce de la victoire fut gâchée par la perte de Stonewall Jackson, leur héros et leur général préféré. Sa mort obligea Lee à réorganiser son Armée de Virginie du Nord, passant de deux corps d'armée à trois, placés sous le commandement de James Longstreet, Richard Stoddert Ewell, et Ambrose Powell Hill, ce qui créa quelques difficultés lors de la campagne de Gettysburg qui débuta au mois de juin suivant. Plus important, Lee avait acquis la conviction à Chancellorsvile que son armée était invincible et réussirait tout ce qu'elle entreprendrait.

## Pour en savoir plus
- (en) Alexander, Edward P. Fighting for the Confederacy: The Personal Recollections of General Edward Porter Alexander édité par Gary W. Gallagher. Chapel Hill : University of North Carolina Press, 1989.  (ISBN 0-8078-4722-4).
- (en) Ballard, Ted, and Billy Arthur. Chancellorsville Staff Ride: Briefing Book. Washington, DC : United States Army Center of Military History, 2002. (OCLC 50210531).
- (en) Bigelow, John. The Campaign of Chancellorsville, a Strategic and Tactical Study. New Haven : Yale University Press, 1910. (OCLC 1348825).
- (en) Crane, Stephen. The red badge of courage. Upper Saddle River, NJ : Prentice Hall, 1895.  (ISBN 978-0-13-435466-8).
- (en) Dodge, Theodore A. The Campaign of Chancellorsville. Boston : J. R. Osgood & Co., 1881. (OCLC 4226311).
- (en) Evans, Clement A., ed. Confederate Military History : A Library of Confederate States History. 12 vols. Atlanta: Confederate Publishing Company, 1899. (OCLC 833588).
- (en)  Foote, Shelby. The Civil War: A Narrative. Vol. 2, Fredericksburg to Meridian. New York : Random House, 1958.  (ISBN 0-394-49517-9).
- (en) Freeman, Douglas S. Lee's Lieutenants: A Study in Command. 3 vols. New York : Scribner, 1946.  (ISBN 0-684-85979-3).
- (en) Goolrick, William K., and the Editors of Time-Life Books. Rebels Resurgent: Fredericksburg to Chancellorsville. Alexandria, VA : Time-Life Books, 1985.  (ISBN 0-8094-4748-7).
- (en) Livermore, Thomas L. Numbers and Losses in the Civil War in America 1861–65. Réédité avec errata, Dayton, OH : Morninside House, 1986.  (ISBN 0-527-57600-X). Première édition en 1901 par Houghton Mifflin.
- (en) McGowen, Stanley S. "Battle of Chancellorsville." In Encyclopedia of the American Civil War: A Political, Social, and Military History, édité par David S. Heidler and Jeanne T. Heidler. New York : W. W. Norton & Company, 2000.  (ISBN 0-393-04758-X).
- (en) McPherson, James M. Battle Cry of Freedom: The Civil War Era. Oxford History of the United States. New York : Oxford University Press, 1988.  (ISBN 0-19-503863-0).
- (en) Warner, Ezra J. Generals in Blue : Lives of the Union Commanders. Baton Rouge: Louisiana State University Press, 1964.  (ISBN 0-8071-0822-7).